# Kangerlussuaq (plaats)

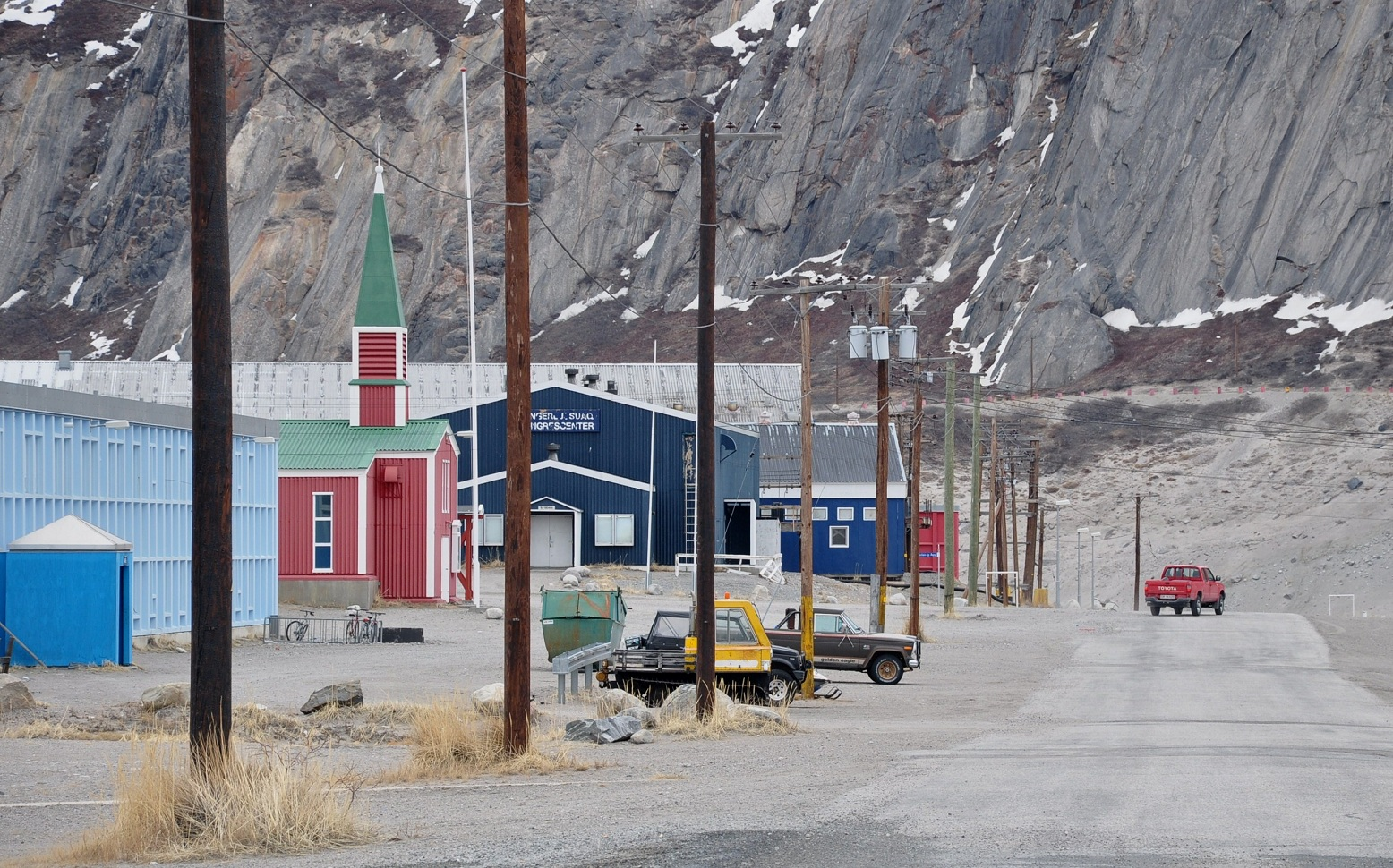
Hoofdstraat van Kangerlussuaq (Myers Avenue) met kerk, hotel en congrescentrum en een eenvoudige herberg

Kangerlussuaq (Deens: Søndre Strømfjord) is een plaats in Groenland, gelegen rondom de luchthaven Kangerlussuaq, het enige vliegveld van Groenland waar grote vliegtuigen kunnen landen en opstijgen. Het is een plaats met ongeveer 500 inwoners, een supermarkt, een busdienst en een toeristisch kantoor.
In de omgeving van Kangerlussuaq komen veel muskusossen voor, maar sinds het omheinen van de luchthaven komen deze dieren niet meer tot op de startbaan zoals in sommige reisgidsen vermeld wordt. Vanuit het centrum van het dorp vertrekken op regelmatige tijdstippen muskusossafari's en busritten naar de Groenlandse ijskap onder begeleiding van plaatselijke gidsen.
De maximumtemperatuur overdag in de koudste maand februari bedraagt -16 graden Celsius, in juli is dat plus 16,3 graden Celsius. De jaarlijkse neerslag bedraagt gemiddeld 150 mm, de natste maand is augustus met 30 mm. In juni en juli schijnt de zon ongeveer 8 uur per dag. Door de beschutte ligging, landinwaarts in een fjord, zijn de winters er kouder en de zomers warmer dan in andere Groenlandse plaatsen, die meer aan de kust liggen.  
De werkzaamheden aan een 130 kilometer lange wegverbinding met Sisimiut zijn in 2020 gestart. Het is de eerste grote wegverbinding tussen twee plaatsen in Groenland, waar transport tussen de verschillende plaatsen nagenoeg geheel over water of via de lucht gaat.
Het dorp is het start- of eindpunt van de Arctic Circle Trail.

## Fauna
Veel voorkomende diersoorten:
- Muskusos Ovibos moschatus
- Poolvos Vulpes lagopus
- Poolhaas Lepus arcticus
- Kariboe Rangifer tarandus groenlandicus
- IJsgors Calcarius lapponicus
- Sneeuwgors Rangifer tarandus
- Grauwe franjepoot Phalaropus lobatus
- Barmsijs Carduelis flammea
- Raaf Corvus corax
- Alpensneeuwhoen Lagopus muta
- Slechtvalk Falco peregrinus
- Giervalk Falco rusticolus
- Tapuit Oenanthe oenanthe

## Galerij

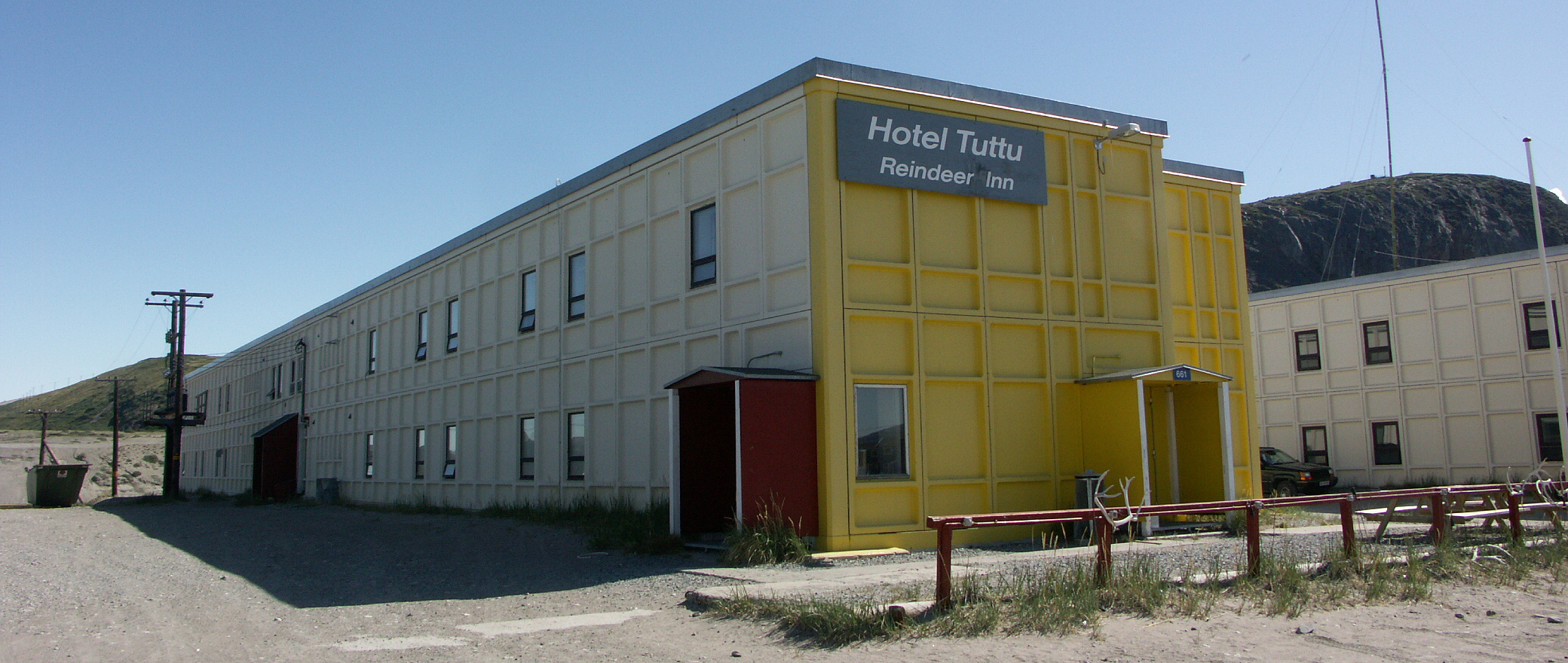
Hotel in voormalige barakken van het Amerikaanse leger
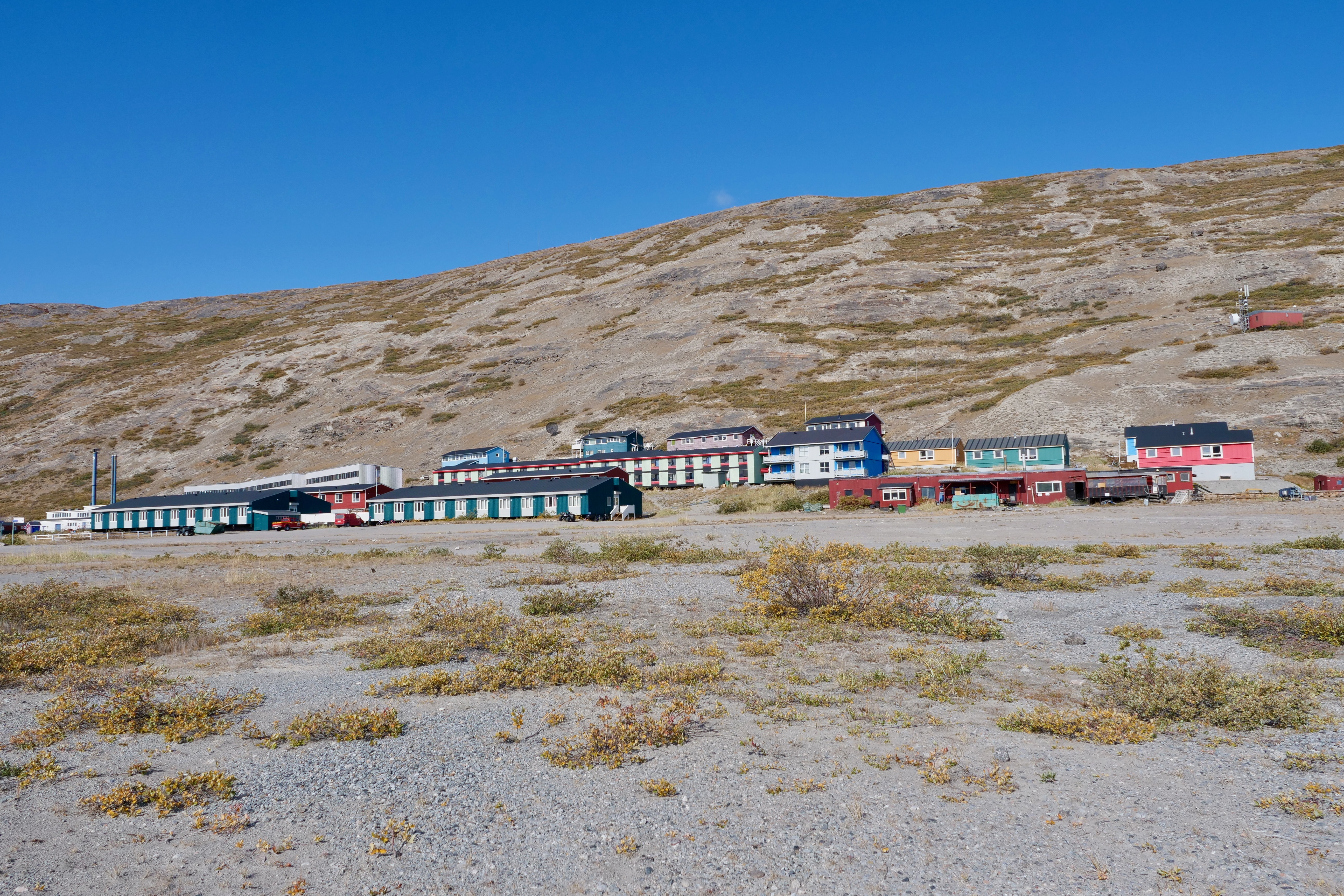
Zicht op het dorp Kangerlussuaq
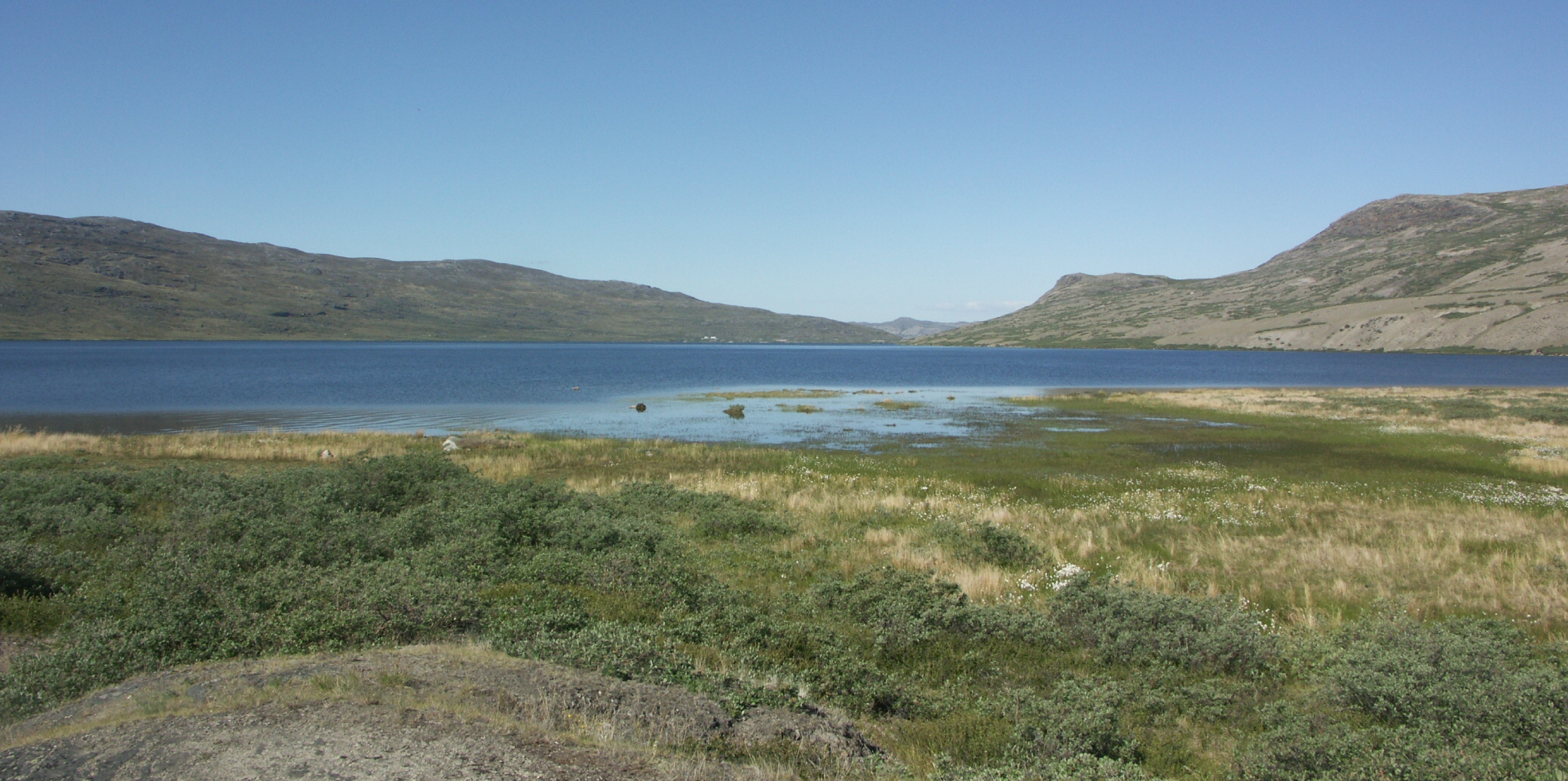
De Tasersuatsiaq bij Kangerlussuaq (2008)

- Gemeinsame Normdatei: 4783512-6
- Virtual International Authority File: 234354003